# Lidové ordinarium poutníků moravských
Lidové ordinarium poutníků moravských (1972) zkomponoval P. Antonín Láník (1921-2014). Skladba  motivicky vychází z rázovité jihomoravské poutní písně. Pramenem byl poutní zpěvník Antonína Kolka (1895-1983) Radostná cesta k Staré Matce Boží Žarošské, vydaný v Brně roku 1942. Autor ke zhudebnění ordinaria použil motivů několika poutních písní:
- Zdrávas, dcero Boha Otce

- Ó Maria, Císařovno

- Vítej, tisíckrát vítej, ó Maria

- Překrásná růžička líbezně voní

V celostátní soutěži ordinarií získalo Lidové ordinarium poutníků moravských od České liturgické komise čestné uznání v kategorii B (Praha, 1976). Tiskem vyšlo nejprve v Salve Regina: poutnickém kancionálu pro poutě a laické pobožnosti (1992), poté v publikaci Septem ordinaria (2003).
Skladba je určena pro malou scholu, lid Boží a varhany. Verze pro dechovou kapelu je uložena v Muzeu obce Žarošice. Věnována je Staré Matce Boží Žarošské.

## Publikace
MALÝ, František. Salve Regina: poutnický kancionál pro poutě a laické pobožnosti. Brno: Salve, 1992, 509 s.
LÁNÍK, Antonín. Septem ordinaria. Brno: Salve Regina, 2003, s. 12-16. ISMN: M-706522-02-9.